# Könnyű, mint a pehely
A Könnyű, mint a pehely (eredeti cím: Light as a Feather) 2018 és 2019 között vetített amerikai web sorozat, amelynek alkotója R. Lee Fleming Jr.. A producere Scott Levine. A websorozat a Grammnet Productions, a Wattpad Studios és az AwesomenessTV gyártásában készült. Műfaját tekintve thriller-sorozat. Amerikában 2018. október 12-től elérhető a Hulun. Magyarországon feliratosan az HBO Gon elérhető. Szinkronosan a Paramount karácsony mutatta be az első évadot 2019. december 24. és 26. között.

## Ismertető
Négy lány Mckenna, Alex, Olivia és Candace elmegy a temetőbe egy furcsa lánnyal, Violettel, hogy Könnyű mint a pehely játékot játszanak, ám Violet ismeri a játék egy durvább változatát, ahol egy ember kitalál egy történetet arról, hogyan fog meghalni a földön fekvő ember. A lányok azt hiszik ez csak egy tréfa, viszont később sorban meghalnak pont úgy ahogy azt Violet elmesélte. Az életben maradt játékosoknak meg kell fejteniük a játék összes titkát hogy átverhessék és túléljék a játszmát.

## Szereplők

### Főszereplők
| Szereplő        | Színész                 | Magyar hang     |
| --------------- | ----------------------- | --------------- |
| McKenna Brady   | Liana Liberato          | Csuha Bori      |
| Violet Simmons  | Haley Ramm              | Hermann Lilla   |
| Alex Portnoy    | Brianne Tju             | Tamási Nikolett |
| Candace Preston | Ajiona Alexus           | Berkes Boglárka |
| Olivia Richmond | Peyton List             | Pekár Adrienn   |
| Issac Salcedo   | Brent Rivera            | Czető Ádám      |
| Trey Emory      | Jordan Rodrigues        | Penke Bence     |
| Henry Richmond  | Dylan Sprayberry        | Baráth István   |
| Sammi Karras    | Katelyn Nacon (2. évad) |                 |
| Peri Boudreaux  | Adriyan Rae (2. évad)   |                 |

### Mellékszereplők
| Szereplő         | Színész                                            | Magyar hang        |
| ---------------- | -------------------------------------------------- | ------------------ |
| McKenna anyja    | Dorian Brown Pham (1. évad) Robyn Lively (2. évad) | Kisfalvi Krisztina |
| Noreen Listerman | Chachi Gonzales                                    | Gulás Fanni        |
| Mr. Morris       | TBA                                                | Kapácsy Miklós     |

### Magyar változat
- Bemondó: Korbuly Péter
- Magyar szöveg: Sereg Judit
- Lektor: Szekeres Katalin
- Hangmérnök: Másik Zoltán
- Vágó: Wünsch Attila
- Gyártásvezető: Kristóf Katalin
- Szinkronrendező: Földi Levente
- Produkciós vezető: Földi Tamás
- További magyar hangok: Láng Balázs, Solecki Janka, Kis-Kovács Luca, Bergendi Áron, Vámos Mónika, Szabó Máté, Boldog Emese, Koffler Gizella, Szrna Krisztián, Rádai Boglárka, Illésy Éva, Bogdán Gergő, Laudon Andrea, Szabó Andor, Renácz Zoltán, Nádorfi Krisztina, Sörös Miklós, Farkas Zita

## Epizódok
| Évad | Évad | Epizódok | Eredeti sugárzás  | Eredeti sugárzás  | Magyar sugárzás    | Magyar sugárzás    |
| Évad | Évad | Epizódok | Évadpremier       | Évadfinálé        | Évadpremier        | Évadfinálé         |
| ---- | ---- | -------- | ----------------- | ----------------- | ------------------ | ------------------ |
|      | 1    | 10       | 2018. október 12. | 2018. október 12. | 2019. december 24. | 2019. december 26. |
|      | 2    | 16       | 2019. július 26.  | 2019. október 4.  | TBA                | TBA                |